# 石田正宗
石田正宗（いしだまさむね）は、鎌倉時代末期（14世紀）に作られたとされる日本刀（打刀）である。日本の重要文化財に指定されており、東京都台東区にある東京国立博物館が所蔵している。棟や鎬、茎棟の部分に切り込み痕が残る事から石田切込正宗、あるいは切込正宗とも呼ばれる。

## 来歴
鎌倉時代末期（14世紀）の刀工・正宗によって作られた刀である。石田正宗の名前の由来は、石田三成の所持品であったことに由来する。『享保名物帳』によると宇喜多秀家が「毛利若狭守」から400貫で買い求め、これを石田三成に贈ったとされる。
秀吉の死後、三成は五奉行の筆頭として君臨していたが、徳川家康に匹敵する勢力を持っていた前田利家が亡くなると家康や他の奉行らと頻繁に対立することとなる。対立は激化し、ついに加藤清正、福島正則、黒田長政ら武断派が三成の大坂屋敷を襲撃する事件（七将襲撃事件）が発生した。この後、三成は敵であるはずの家康に保護を依頼し、家康は仲裁条件として襲撃した武将らに対して三成の蟄居を提示したことで事態は沈静化した。三成が家康に保護を求めた日、たまたま家康の次男である結城秀康が屋敷にいた。秀康は秀吉の養子になっており、秀吉のもとで三成とは面識があって仲が良かった。翌朝、家康の指示で三成を居城の佐和山城へ送ることとなり、秀康が護衛として城まで随行した。三成は随行の返礼として本作を秀康に贈った。
また、『詳註刀剣名物帳』では秀康以外に中村式部、堀尾帯刀が随行していたとされており、瀬田まで来た際に三成の家臣である島左近や高野越中、舞兵庫ら3千人の兵で三成を出迎えにきたことにより、秀康の随行を断って石田正宗を差しだしたとされる。秀康らも三成の家臣が多く出迎えに来たことから安心して引き返したとされている。
秀康は喜んで「石田正宗」と名付け愛用したという。秀康死後は子孫の津山松平家に代々伝えられた。1953年（昭和28年）11月14日に重要文化財となった。指定名称は「刀無銘正宗(名物石田正宗)
」。東京国立博物館に所蔵されている。

## 作風
刃長は68.8センチメートル（二尺二寸七分）。鎬造（しのぎづくり）で反りの高い刀である。切先は中切先。茎（なかご、柄に収まる手に持つ部分）は大磨上（おおすりあげ、もと長大な太刀であったものを茎を切り詰めて短くする「磨上」のうち銘字が完全に失われるほど短くしたものを「大磨上」という。）による無銘。地鉄は板目約（つ）み、地沸（じにえ）こまかく付き、地景（ちけい）入る。刃文は小湾れ（このたれ）を基調に小互の目（こぐのめ）まじり、金筋（きんすじ）、砂流し（すながし）入る。沸の美を強調した相州伝の典型的な作風を示すが、正宗の作としては互の目が目立ち刃縁が締まりごころである点が特色である。